# Daedosi-ui sarangbeop
Daedosi-ui sarangbeop (대도시의 사랑법?, Daedosi-ui sarangbeopLR; lett. "Come amare nella grande città"; titolo internazionale Love in the Big City) è una serie televisiva sudcoreana distribuita su Tving il 21 ottobre 2024, tratta dal romanzo Amore, Marlboro e mirtilli di Sang Young Park.

## Trama
Go Young, un ventenne gay, e Choi Mi-ae, una donna eterosessuale, vivono insieme e diventano migliori amici. Nei successivi dieci anni, Young inizia un viaggio alla scoperta di se stesso, affrontando nel frattempo le difficoltà nel rapporto con la madre, che nega il suo orientamento sessuale, e incontrando uomini differenti che gli fanno sperimentare diversi aspetti dell'amore e del dolore.

## Personaggi e interpreti
- Go Young, interpretato da Nam Yoon-su
- Choi Mi-ae, interpretata da Lee Soo-kyung
- Yeom Eun-suk, interpretata da Oh Hyun-kyung
- Kim Nam-kyu, interpretato da Kwon Hyuk
- No Yeong-su, interpretato da Na Hyun-woo
- Sim Gyu-ho, interpretato da Jin Ho-eun
- William Habibi, interpretato da Kim Won-joong
- Park Ji-tae, interpretato da Do Yu
- Han Ho-min, interpretato da Lee Hyun-so

## Episodi
| nº | Titolo originale                                                                                             | Distribuzione Corea del Sud |
| -- | --- | --------------------------- |
| 1  | 미애?, Mi-aeLR; lett. "Mi-ae"                                                                                | 21 ottobre 2024             |
| 2  | 미애?, Mi-aeLR; lett. "Mi-ae"                                                                                | 21 ottobre 2024             |
| 3  | 우럭 한 점 우주의 맛?, Ureok han jeom uju-ui matLR; lett. "Un assaggio di scorfano, il sapore dell'universo" | 21 ottobre 2024             |
| 4  | 우럭 한 점 우주의 맛?, Ureok han jeom uju-ui matLR; lett. "Un assaggio di scorfano, il sapore dell'universo" | 21 ottobre 2024             |
| 5  | 대도시의 사랑법?, Daedosi-ui sarangbeopLR; lett. "Come amare nella grande città"                             | 21 ottobre 2024             |
| 6  | 대도시의 사랑법?, Daedosi-ui sarangbeopLR; lett. "Come amare nella grande città"                             | 21 ottobre 2024             |
| 7  | 늦은 우기의 바캉스?, Neuj-eun ugi-ui bakangseuLR; lett. "Vacanza di fine stagione delle piogge"              | 21 ottobre 2024             |
| 8  | 늦은 우기의 바캉스?, Neuj-eun ugi-ui bakangseuLR; lett. "Vacanza di fine stagione delle piogge"              | 21 ottobre 2024             |

## Produzione

### Pre-produzione
In occasione dei quarant'anni dalla fondazione, l'associazione degli ex studenti della Korean Academy of Film Arts decide di realizzare un adattamento del romanzo Amore, Marlboro e mirtilli di Sang Young Park, affidando la regia ai membri Son Tae-gyum, Hur Jin-ho, Hong Ji-young e Kim Se-in e incaricando lo stesso Park della sceneggiatura. A proposito dell'approccio adottato per la regia, che vede i diversi registi dirigere due episodi consecutivi ciascuno, Hur Jin-ho ha commentato, "All'inizio abbiamo tentato di creare un senso di continuità, ma non ha funzionato come speravamo. Alla fine, abbiamo concluso che ciascuno dovesse sopravvivere per conto proprio. Ogni volta che un nuovo regista subentra, [Go Young] diventa in sostanza un personaggio diverso." Prima di convergere sulla produzione seriale, l'intenzione iniziale era di girare un cortometraggio.
L'annuncio viene dato all'inizio di aprile 2023 dalle case di produzione Merrychristmas e Bigstone Studio con l'obiettivo di pubblicare il drama su una piattaforma OTT nel 2024. La realizzazione viene sostenuta economicamente dal Ministero della Cultura, dello Sport e del Turismo, ma ad agosto 2023 i media riferiscono che la produzione fatica a trovare investitori per via della reticenza delle piattaforme online di fronte all’argomento delle minoranze sessuali, giacché tre delle quattro storie trattano direttamente di omosessualità e AIDS.
Rispetto al romanzo, il personaggio di Jae-hee è stato rinominato in Mi-ae per differenziarlo da quello dell'adattamento cinematografico. Inoltre, pur mantenendo la trama, la struttura e gli sviluppi si discostano dall'originale.

### Casting e riprese

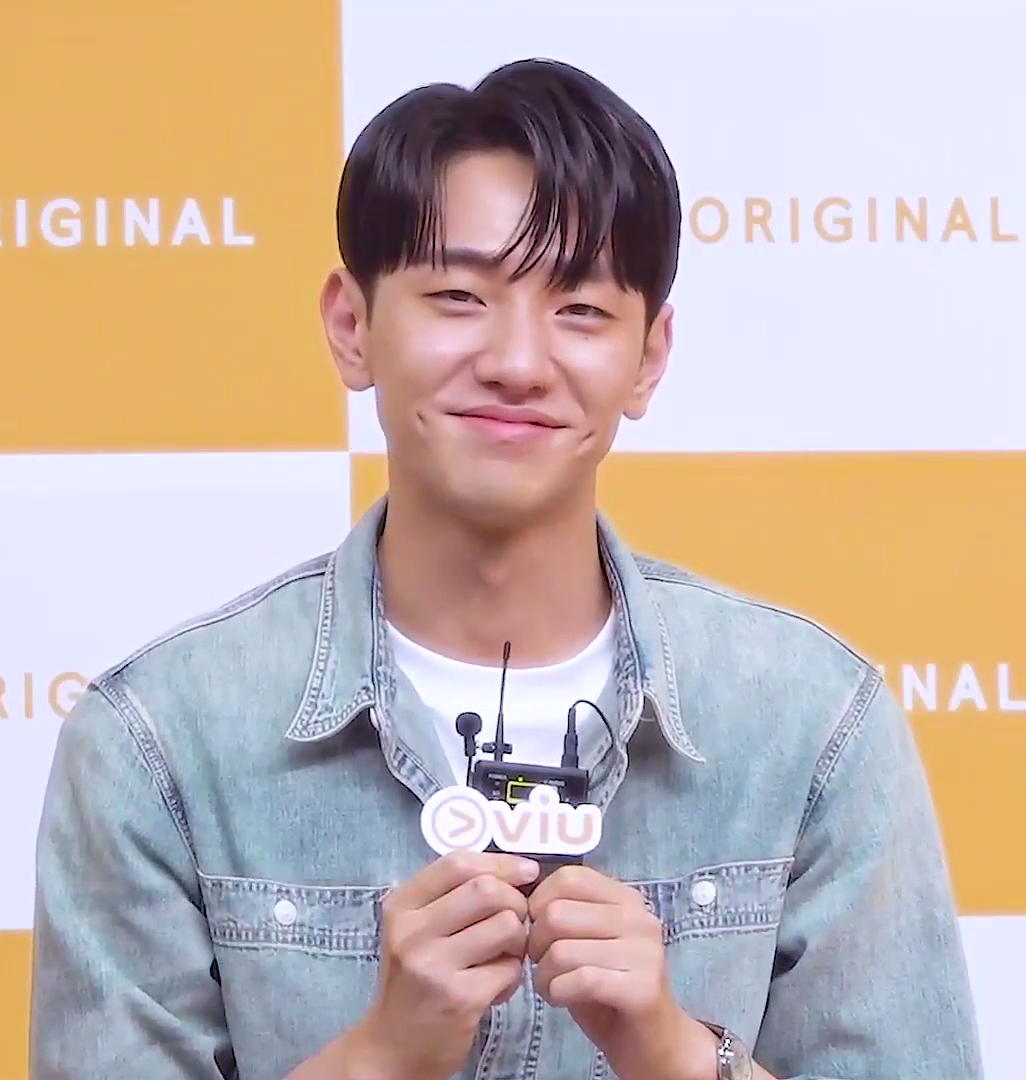
Nam Yoon-su interpreta il protagonista, Go Young.

Per il ruolo principale dello scrittore Go Young vengono tenute lunghe audizioni infruttuose finché la casa di produzione non contatta direttamente l'attore Nam Yoon-su, che aveva manifestato il suo interesse; l'11 ottobre 2023 Agency Garten annuncia che farà parte del progetto. Il cast principale viene in seguito completato da Lee Soo-kyung, Oh Hyun-kyung, Kwon Hyuk, Na Hyun-woo, Jin Ho-eun e Kim Won-joong. Sia Kwon Hyuk, sia Na Hyun-woo sono stati scritturati dai registi, rispettivamente da Son Tae-gyum e Hur Jin-ho (con il quale Na aveva già lavorato nel drama Ingansilgyeok nel 2021), mentre Jin Ho-eun è stato selezionato tramite audizione su 3 800 candidati.
Kwon ha raccontato che diversi conoscenti avevano tentato di dissuaderlo dall'interpretare un altro ruolo gay dopo la webserie Sin-ipsawon del 2022 temendo potesse rendere statica la sua immagine, ma di essere stato convinto dalla sicurezza del regista e dalla bontà sia del materiale originale, sia dell'adattamento. Anche Nam Yoon-su ha dichiarato di essere stato oggetto di preoccupazioni simili, ma di non averne tenuto conto perché si trattava di un progetto al quale voleva assolutamente partecipare.
Le riprese si sono tenute da novembre 2023 a febbraio 2024 e si sono svolte in numerosi luoghi di Seul, tra i quali Itaewon, Namsan, Jongno e il parco olimpico, oltre che a Bangkok, Thailandia.

### Promozione e trasmissione
La messa in onda della serie viene annunciata il 28 agosto 2024, programmandola per il 21 ottobre sulla piattaforma Tving. Inizialmente viene prevista l'uscita di due episodi a settimana, ma successivamente si decide di pubblicarli tutti insieme per favorire una visione più immersiva. Teaser trailer e poster vengono distribuiti il 30 agosto. Per via dei contenuti espliciti, è stata valutata come adatta al solo pubblico adulto.

## Colonna sonora
Il 24 ottobre 2024 è stato pubblicato il brano Erotic Joke di Suran, dal singolo Pastel, che fa da colonna sonora all'episodio 5. Ispirato alla serie, è stato prodotto da Suran in collaborazione con Bigstone Studio e tra i parolieri figura Hong Ji-young, che ha diretto gli episodi 5 e 6.

## Accoglienza

### Critica
Lee Da-won di Sports Kyunghyang ha scritto che Daedosi-ui sarangbeop "mostra la storia d'amore più onesta della gioventù odierna, che ama e perde costantemente nella grande città che non dorme mai". Per Jung Yu-mi di Ize è una serie "eccellente" dove "il fascino delle storie d'amore giovanili e dei drama queer esplode realmente". Choi Min-ji del Kyunghyang Shinmun ha approfittato dell'uscita quasi simultanea del film e del drama per paragonarli, scrivendo "mentre il film descrive con leggerezza la malinconia e la voglia di viaggiare della gioventù e arricchisce l'originale con i problemi della vita reale affrontati da individui LGBTQ+ e donne, la serie TV si concentra sull'amore e la crescita di Go Young", che qui è il solo protagonista. Kim Hyun-jin del Workers' Solidarity ha indicato gli episodi 3 e 4 come i migliori per via dei numerosi aneddoti simbolici sull'oppressione delle minoranze sessuali, come la paura di essere scoperti, l'odio verso se stessi o l'esperienza di essere abbandonati dalla famiglia. Per David Opie di Yahoo! News la storia parla ai sudcoreani queer di oggi, mostrando finalmente la loro esperienza dell'amore "in una narrazione di alto profilo compiuta e sentita" e che "ciò è infinitamente più importante di qualsiasi discorso sulla controversia" che ha interessato la serie prima della messa in onda.
Nandini Iyengar di Bollywood Hungama ha lodato le performance di Nam Yoon-su e Jin Ho-eun, definendo la prima "niente meno che eccezionale" e la seconda "ugualmente impressionante". Ha ritenuto che offrisse uno sguardo toccante sulle sfide affrontate dagli individui queer in un contesto urbano e molto spesso conservatore come quello della Corea del Sud e che fosse una visione coinvolgente per qualunque tipo di pubblico per via del tono sano e realistico, istruendo "coloro che non hanno familiarità con queste esperienze e offrendo al contempo conforto a chi è in sintonia con i temi presentati". Ha concluso che fosse un passo significativo verso la normalizzazione delle narrazioni queer nei media coreani mainstream, aprendo la strada a una visione più inclusiva e diversificata, e che offrisse un ritratto rinfrescante e autentico sfidando le norme sociali e gli stereotipi grazie a un approccio sensibile e sfumato.
In diversi hanno ritenuto che la ragione principale del successo di Daedosi-ui sarangbeop fosse il fatto di catturare in modo più realistico la cultura queer invece che rappresentare una fantasia romantica come in numerose serie BL.
Teen Vogue lo ha inserito nella lista dei 13 migliori drama del 2024 e dei 13 migliori drama BL del 2024. La serie si è classificata terza e quarta nelle liste dei migliori drama coreani del 2024 secondo, rispettivamente, il Time e Cine21.

### Pubblico
Il 14 ottobre 2024 alcuni gruppi conservatori sudcoreani hanno organizzato delle proteste chiedendo al Ministero della Cultura, dello Sport e del Turismo di ritirare i fondi e di cancellare Daedosi-ui sarangbeop, affermando che la glamourizzazione e promozione dell'omosessualità avrebbero influenzato i bambini in modo significativo e sostenendo che fosse necessario impedire ad adolescenti e giovani adulti la visione di contenuti omosessuali per contrastare la diffusione dell'AIDS. Le proteste hanno portato alla rimozione dei trailer, resi nuovamente pubblici due giorni dopo. Un'altra manifestazione contro la serie si è svolta il 21 ottobre di fronte alle sedi di Tving e CJ Group. L'attore Nam Yoon-su ha inoltre dichiarato di aver ricevuto commenti d'odio per aver accettato un ruolo gay.
Dopo la pubblicazione, il titolo della serie è figurato al primo posto tra i termini di ricerca della piattaforma Tving. In Occidente è stata distribuita da Rakuten Viki, dove è entrata nella top 5 dei programmi più visti in America, Europa e Oceania nella prima settimana dall'uscita, con un voto medio di 9,6 su 10. Ha ricevuto critiche positive dagli spettatori, che hanno lodato la delicatezza della sceneggiatura, la regia e la recitazione, e lo sceneggiatore e alcuni attori hanno ricevuto numerosi messaggi privati di ringraziamento da minoranze sessuali da tutto il mondo.
La popolarità sia del drama, sia del film, distribuiti a poche settimane di distanza, ha fatto aumentare le vendite del romanzo del 490% dal mese di ottobre a quello di novembre sul portale online Yes24, guidate soprattutto dalla fascia d'età 20–29.